# سیارک ۵۹۲۹
سیارک ۵۹۲۹ (به انگلیسی: 5929 Manzano، نامگذاری:1974XT) پنج هزار و نهصد و بیست و نهمین سیارک کشف شده‌است که در ۱۴ دسامبر ۱۹۷۴ کشف شد.